# Domenico Passignano

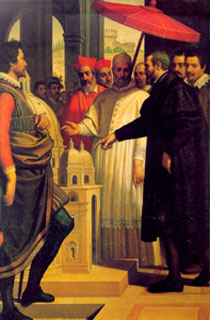
Målning av Passignano föreställande Michelangelo som visar en modell av Peterskyrkan för påven Paulus IV.

Domenico Passignano (ursprungligen Crespi eller Cresti), född 1559 i Passignano (numera en frazione i kommunen Tavarnelle Val di Pesa), död 17 maj 1638 i Florens, var en italiensk målare. Han var initialt verksam tillsammans med Giovanni Battista Naldini och Girolamo Macchietti. I Venedig influerades han av Tintorettos stil och blev medhjälpare åt Federico Zuccari.